# Sophie Wilson
Sophie Wilson (1957) é uma cientista da computação britânica.

## Anos iniciais
Tendo como nome morto "Roger", nasceu e cresceu em Leeds, Yorkshire. Seus pais eram professores. Sua mãe especializada em física, o pai em língua inglesa. Sophie estudou ciência da computação na Universidade de Cambridge. Em uma pausa para a Páscoa na faculdade, Sophie criou um microcomputador com um microprocessor 6502 inspirado no anterior MK14,, que era usado para controlar eletronicamente a alimentação de vacas.

## Carreira
Em 1978, Sophie começou a trabalhar na Acorn Computers Ltd, depois de criar um dispositivo que prevenia que isqueiros automáticos criassem faíscas capazes de causar pagamentos em máquinas automáticas, como de frutas. Seu dispositivo foi usado por Chris Curry e Hermann Maria Hauser para criar o sistema Acorn Micro-Computer, o primeiro de uma longa linha de computador vendidos pela empresa.
Em julho de 1981, Sophie estendeu a linguagem BASIC em uma versão melhorada do Acorn Proton, um microcomputador que permitiu que a Acorn fosse escolhida como fornecedora do ambicioso projeto de informática educacional da British Broadcasting Corporation (BBC). Desafiada pelos chefes a construir um protótipo em uma semana, Sophie desenhou o sistema inteiro, incluindo uma placa de circuitos e os componentes de segunda a quarta, o que requereu circuitos integrados DRAM diretamente da Hitachi. Na quinta-feira, Sophie já tinha um protótipo, mas o software tinha alguns bugs, o que fez Sophie ficar acordada a noite inteira e trabalhar toda a sexta-feira para resolver o problema. Sophie lembra de assistir ao casamento da Princesa Diana em uma pequena televisão portátil enquanto tentava debugar o computador e soldar novamente os componentes. Foi o sucesso com a BBC que fez a Acorn ganhar o contrato e Sophie estava nas coxias enquanto a nova máquina era apresentada na televisão, caso ele precisasse de reparos. Sophie depois descreveu o evento como "um momento único quando o público queria saber como aquilo funcionava e queria saber como se programava". O Proton se tornou o computador da BBC, que evoluiu para o BBC BASIC, cujo desenvolvimento foi feito por Sophie pelos próximos 15 anos. Assim como programar, Sophie também escreveu os manuais e as especificações técnicas, notando que comunicação era uma importante parte do sucesso.
Em 1983, projetou o conjunto de instruções para um dos primeiros microprocessadores RISC, o Acorn RISC Machine (ARM), que posteriormente se tornaria um dos mais bem sucedidos casos de propriedade intelectual envolvendo uma UCP nos anos 1990 e 2000.
Sophie também projetou a Acorn Replay, a arquitetura de vídeo das máquinas Acorn. Isto incluía as extensões do SO para acesso de vídeo bem como os próprios codecs, otimizados para execução em altas taxas de atualização de vídeo nas UCPs ARM, a partir do ARM 2. Também fez parte da diretoria da empresa de TI e jogos Eidos plc, a qual financiou e criou a Eidos Interactive a partir de 1990, e fez trabalhos de consultoria para a ARM Ltd quando ela separou-se da Acorn em 1990.
Sophie é hoje diretora de Design IC da Broadcom, em Cambridge. Ela foi a arquiteta chefe do processador Firepath da Broadcom.
Em 2011, a Maximum PC, em sua oitava edição, listou Sophie Wilson como uma das 15 mulheres mais importantes para a indústria tecnológica. Ela recebeu também o Fellow Award, do Museu da História do Computador, na Califórnia, em 2012, por seu trabalho com Steve Furber, no BBC Micro e na arquitetura do processador ARM Em 2013, Sophie foi eleita membro da Royal Society.

## Vida pessoal
Sophie é uma mulher transgênero.